# 河田慈音
河田 慈音（かわだ じおん）は、日本の官能小説家。株式会社フランス書院が2020年に主催した第26回フランス書院文庫官能大賞においてボーンデジタル賞を受賞しデビュー。

## 人物
商業官能小説家としてのデビューは、2021年5月の『母の性交を覗く』である。同作品は第26回フランス書院文庫官能大賞においてボーンデジタル賞に選定された『母の性交を覗く』が改稿されたものである。本書のテーマが書籍市場ではややニッチなジャンルであることから基本三賞には選ばれなかったものの、電子書籍での配信を前提としたボーンデジタル賞が第26回では新設されることとなった。
紙の書籍での長編デビューは2021年7月の『人妻奴隷オークション 三つの美臀』となる。

## 著書

### フランス書院文庫
- 人妻奴隷オークション 三つの美臀（2021年7月）
- 母さんが僕の女になるとき(2024年10月）

### フランス書院eブックス
- 母の性交を覗く（2021年5月）
- 寝取られ母の妊娠性交記録（2021年7月）
- 寝取られ母の性交飼育合宿（2022年2月）
- 寝取られ母 息子の同級生に性交奉仕 (2022年4月)
- 寝取られ母 息子に見られて孕ませ性交（2022年6月）
- 寝取られ母 他人棒に孕ませ懇願（2022年8月）
- 寝取られ母 償いの射精介護（2022年10月）
- 排泄専用母（2023年10月）
- 母は肉便器家政婦（2024年2月）

#### フランス書院文庫X
- 寝取られ母【三大禁忌】　（2022年12月）
- 寝取られ母【孕ませ懇願】　（2023年6月）

#### Kindle Direct Publishing
- 新妻寝取られ　奪われた巨尻（2023年9月）
- 暴虐の侵入者支配された母の巨尻（2024年2月）